# Động đất Yamanashi 1983
Động đất Yamanashi 1983 (山梨県東部地震 Yamanashi-ken tōbu jishin) là trận động đất xảy ra vào lúc 12:47:58 (JST), ngày 8 tháng 8 năm 1983. Trận động đất có cường độ 5,7 Mww, tâm chấn độ sâu khoảng 24,7 km. Hậu quả trận động đất đã làm 1 người chết, 23 người bị thương.